# 유로마이커

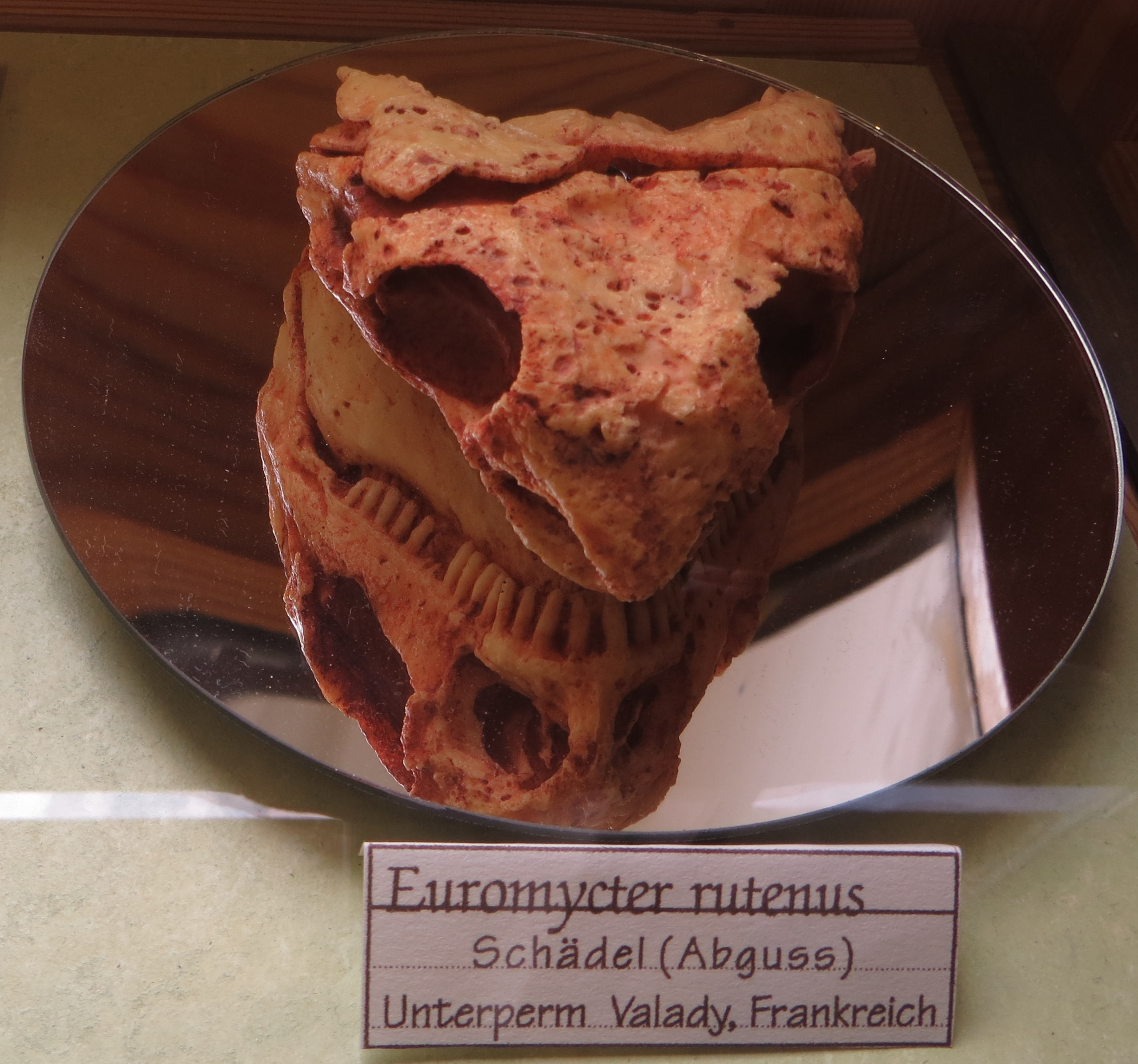

유로마이커(학명:Euromycter rutenus)는 도마뱀목 카세아과에 속하는 도마뱀이다. 지금은 멸종된 종으로서 전체적인 몸길이가 2~4m인 거대한 도마뱀에 속한다.

## 특징
유로마이커는 프랑스 남부 초기(Artinskian-Kungurian) 또는 중세(Roadian-Wordian) 페름기 퇴적물에서 멸종된 중형 카제이드 시냅스속이다. 유로마이커(MNHN.F)의 완모식표본이자 유일한 표본이다. MCL-2)는 아래턱 및 설골장치를 갖춘 완전한 두개골, 프로아틀라를 갖춘 6개의 경추, 쇄골간전부, 부분우측 쇄골, 우측 후부 후부 쇄골, 우측 상완골 원위부, 좌우 요골, 좌우측 척골 및 좌측 원고를 포함한다. 그것은 D에 의해 수집되었다. 시고뉴-러셀과 D.1970년 러셀은 로데즈 분지의 발라디(아베이론 주) 마을 근처, 그레 루즈 그룹의 M1 멤버의 최고위원이었다. 이것은 1974년에 시고뉴 러셀과 러셀에 의해 "카제아" 루테나 종으로 처음 지정되었다. 최근에는 로버트 R.에 의해 고유속인 유로믹터로 재배정되었다. 리스, 힐러리 C.와 2011년 미들, 조르그 프로비스츠 및 조슬린 팔코넷에 의하여 새롭게 명명되었다. 골격의 보존된 부분은 이 개체에게 길이가 1,70m(5,5ft)에서 1,80m(5,9ft) 사이임을 시사한다. 총칭은 유럽에서 분류군의 위치를 가리키며 "마이커" = 노스는 케이스이드를 [특징짓는 확장된 외부 나리를 의미한다. 이 종의 별칭은 로데즈 지역에 살았던 갈리아 부족의 라틴어 이름인 루테니(프랑스어로는 르 루텐)를 가리킨다. 두개골은 잘 보존되어 있지만 오른쪽과 앞쪽을 향해 가해진 구조적인 추력의 결과로 약간 평평해졌다. 다른 케이스이드와 마찬가지로 두개골은 골격(여기서는 주로 앞다리)에 비해 작고, 매우 큰 외측부위, 짧은 얼굴 영역 및 수많은 작은 움푹 패인 두개골의 배면을 보여준다. 또한 많은 구개치이며 위턱의 치아는 수없이 많고(전악치 4개, 상악치 11개) 다수의 첨두와 함께 주걱턱이 있다. 꽤 길고 약간 구부러진 앞니는 아마도 식생들을 입안으로 모으는데 도움을 주기에 적합했을 것이다. 반면 구개 치아는 매우 잘 발달된 설골 기구의 존재로 나타나듯이 단단하고 거대한 근육질의 혀와 함께 작동해야 했다고 추정된다. 특징적으로 유로마이커는 비정상적으로 넓은 두개골, 큰 측두엽 회음부, 축방향 신경 척추의 확장 부족을 보여준다. 중격에 후방에 위치한 여분의 칼날과 같은 두개내 뼈의 존재, 앞다리와 원고의 비례적 차이, 중족골 3과 4 사이의 부속 근위 관절의 존재, 중족골의 내측 재발 및 수동근골 공식 2-3으로 다른 케이스이드와 구별될 수 있다. 그러한 비율은 -4-4-3이다. 유로마이커의 완모형은 Grés Rouge("붉은 사암") 그룹의 기저부에 있는 M1 멤버의 붉은 펠라이트층 상부에서 유래한 것으로 이 퇴적 배열은 서부 로데즈 분지에 국한된 5헥토미터 단위(M1 ~ M5)로 세분된다. 퇴적물은 반건조하고 더운 기후의 플레이아 호수 환경(또는 사브카)으로 해석된다. 그레 루즈 그룹의 나이는 불확실하지만 인접한 로데브 분지의 색소니아 그룹과 동시대인 것으로 여겨진다. 여기서 방사선과 자기지형 데이터를 통해 이전에는 사크마리아 후기(초기 페름기 중반)와 로핑기 초기(초기 페름기 후기) 사이의 나이를 알 수 있었다. 그러나 색소니아 그룹에 대한 새로운 크로노스트라티그래피와 자기트라티그래피 데이터는 아르틴스키안(라베작 층과 살라구 층의 옥톤 멤버이다.)과 로디언-워디안(라리우데 층) 사이의 나이를 보여준다. 안타깝게도 Gré Rouge 그룹의 M1과 M5의 구성원이 색소니언 그룹의 라베자크, 살라구 및 라리우드 형태와 더 정확한 상관관계에 대한 증거는 없다. 유로마이커의 나이는 초기 페름기 후기와 페름기 초중기 사이이다. 같은 지역에서 발견된 또 다른 케이스아이드인 루테노사우루스보다 오래된 암석에서 나온 것이라고만 말할 수 있다. 로데즈 북서쪽의 카일라 언덕 서쪽의 황무지에 있는 페름기 붉은 사암을 탐사하는 동안에 고생물학자 데니스 시고뉴 러셀과 도널드 유진 러셀은 1970년 여름에 두 초식성 파충류의 유골을 발견했다. 언덕의 서쪽 경사면에서 발견된 침식된 척추뼈는 과학자들이 주변 협곡을 탐험하도록 이끌었는데 그곳에서 그들은 퇴적물 속에 여전히 있지만 침식으로 인해 손상된 커다란 관절 골격을 발견했다. 두개골, 목, 대부분의 팔다리와 꼬리는 씻겨나가 파괴되었다. 같은 언덕의 남동쪽 측면에서 같은 팀이 다른 동물의 뼛조각을 발견했다. 주변 경사면의 체계적인 탐사는 첫 번째보다 작은 동물에 속하는 바위에서 아직 남아 있는 뼈를 발견하게 해준다. 뼈의 뒷부분은 이미 침식으로 파괴된 상태였다. 오른쪽 팔뚝은 암석 표면에 노출되었고 두개골, 여러 개의 관절 경추, 왼쪽 팔뚝은 완전한 왼쪽 원고와 관절, 오른쪽 상완골의 일부와 오른쪽 어깨의 일부가 발견되었다. 두 표본 모두 카제이드 펠리코사우루스로 밝혀졌다. 첫 번째 골격에서 수평으로 약 2km 떨어진 곳에서 발견된 작은 표본은 1974년에 기술되어 카세아 루테나라는 새로운 종으로 분류되었다. 이 동물은 서유럽에서 발견된 최초의 카제이드로 기념되었고 이 종은 이전에는 미국 중남부(텍사스주, 오클라호마주)와 북유럽 러시아에서만 알려져 있던 이 과의 다른 표본들과 지리적으로 연결되었다. 2008년에 카세아과의 계통발생학적 분석은 프랑스 종인 카세아의 병기적 해석을 보여준다. 3년 후엔 카세아 루테나 종은 카세아속으로부터 제거되었고 새로운 조합인 유로마이커 루테누스의 새로운 속인 유로마이커에 할당되었다. 같은 기사에서 저자들은 케일라 언덕에서 발견된 크고 층서학적으로 젊은 골격을 묘사하고 루테노사우루스라는 새로운 속으로 분류했다. 2008년에 발표된 최초의 케이스이드의 계통발생학적 분석에서 당시 여전히 "카제아" 루테나로 불렸던 유로믹터는 에나토사우루스 텍톤, 코틸로린쿠스 로메리, 안젤로사우루스 돌라니 등을 포함한 파생 분류군의 자매군으로 발견되었다. 먹이로는 당대에 서식했었던 곤충, 절지동물, 무척추동물과 같은 육식성의 먹이와 식물의 열매, 잎, 씨앗과 같은 채식성의 먹이를 모두 섭취했을 잡식성의 도마뱀으로 추정되는 종이다.

## 생존시기와 서식지와 화석의 발견
유로마이커가 생존했었던 시기는 고생대의 페름기로서 지금으로부터 2억 9000만년전~2억 4500만년전에 생존했었던 종이다. 생존했었던 시기에는 유럽을 중심으로 하여 당시에 존재했었던 초원, 산림 등에서 주로 서식했었던 도마뱀이다. 화석의 발견은 1974년에 프랑스의 페름기에 형성된 지층에서 프랑스의 고생물학자인 러셀에 의하여 처음으로 화석이 발견되어 새롭게 명명된 종이다.

## 같이 보기
- 파충류
- 고생대
- 페름기
- 도마뱀
- 화석